# Universidad Ave María
La Universidad Ave María (Ave Maria University en inglés) es una universidad privada de tradición católica, con una población en 2023 de 1,100 alumnos, con 30 carreras diferentes, ubicada en la ciudad a 180 km de Miami, Ave María, ubicada en Florida, E.U.

## Historia
Fue fundada en 2003 por Tom Monaghan, un filántropo católico y fundador retirado de Domino's pizza. El obispo católico Frank Dewane, titular de la diócesis local, ha respaldado la universidad.La universidad se trasladó a su actual campus, situado a 17 millas al este de Naples (Florida), en agosto de 2007. Actualmente (2023) tiene matriculados cerca de 1,100  estudiantes. La universidad tuvo un campus satélite en Nicaragua, denominado Campus Latinoamericano de la Universidad Ave María, que en 2014 pasó a ser propiedad de Keiser University.
Monaghan dice que la Universidad Ave María es la primera universidad católica que se crea en los Estados Unidos en los últimos 40 años. Su meta es crear una universidad católica que sea fiel al magisterio de la Iglesia católica. Monaghan declaró: "Yo quiero construir una gran universidad católica en el sur de Estados Unidos que cumpla con los más altos estándares."
La fundación de la Universidad ha generado controversias relativas a la intención de Monaghan de crear una ciudad que fomente creencias con enfoque a la fe católica. Su primer director fue Joseph Fessio.

## Fundación
El fundador, Tom Monaghan, que de niño fue huérfano y posteriormente magnate propietario de Dóminos Pizzas,  inició la fundación de la Universidad Ave María con una donación de 250 millones de dólares.En ella se desempeñó como canciller de la Universidad hasta febrero de 2011. La familia Barron Collier donó los terrenos al suroeste de Florida para el campus. En agosto de 2003, la universidad abrió un campus provisional en Los Viñedos en la ciudad vecina de Naples, Florida, en el que estudiaron 100 estudiantes.

## Estado de acreditación
Como nueva universidad, Ave María está gestionando su acreditación con las autoridades académicas correspondientes, por medio de su director ejecutivo Jim Towey(2006-2010). En 2007, la universidad inició sus procesos de acreditación con la Southern Association of Colleges and Schools tras retirar una solicitud anterior realizada ante la misma organización con el objetivo de adaptar la acreditación a su nuevo campus. En diciembre de 2008, la Southern Association of Colleges and Schools anunció que la universidad había alcanzado un "estado de candidatura", dando a entender que "se adaptaba a los normas." Ave María será reevaluada y se considerará su pertenencia permanente antes de diciembre de 2010.  La Universidad recibió una acreditación completa por parte de la American Academy for Liberal Education (AALE) en junio de 2008. En 2023, su presidente era el catedrático Nicholas J. Healy Jr.

## Controversia
La escuela de Derecho Ave María ("Ave Maria Law school") y Tom Monaghan proveyeron de asistencia legal a la estudiante de secundaria Betsy Hansen para que ella demandara a su colegio por suspender su derecho a la libertad de expresión. Se le prohibió elegir a su pastor para participar en un panel de discusión para debatir sobre la homosexualidad debido a que el colegio no estaba de acuerdo con lo que el pastor podría decir sobre las relaciones de homosexuales.